# 네버윈터
네버윈터(Neverwinter)는 "Forgotten Realm"이라는 가상 세계에서, 군주 할루에쓰 네버(Halueth Never)가 건설한 가상의 도시국가이다. 이곳은 페이룬(Faerun) 대륙의 북서쪽 해안가에 자리 잡고 있다.
네버윈터는 AOL에서 처음 서비스한 네버윈터 나이트에 등장하는 도시국가이다.

## 설명
네버윈터(Neverwinter)는 최근 조사에 따르면 약 23,200 명의 인구를 갖고 있으며 "숙련된 장인들의 도시(the City of Skilled Hands)"라고도 알려져 있다. 또한 이 명칭은 엄숙히 맹세할 때 사용되는 "by the clocks of Neverwinter"이라는 말의 어원이기도 하다. 이 어구는 이곳 시계의 정확성을 언급한 것이다. 다른 여행 작가들 중에서도 많은 것에 대해 알고 있는, 보로(Volo)는 상당한 명성과 대륙의 다양하고 풍성한 특색을 고려하여 네버윈터(Neverwinter)를 페이룬(Faerûn)에 있는 도시 중에서 가장 문명화되고 가장 교류가 많은 도시라고 여긴다.
이 도시는 페이룬(Faerûn) 대륙의 추운 북쪽지역에 위치하였지만 이곳을 가로지르는 네버윈터 강(the Neverwinter river)이 근처에 있는 네버윈터 숲(the Neverwinter Wood)의 호테나우 산(the Mount Hotenow) 아래에 살고 있는 불의 정령에게서 열기를 받아 흐르고 있기 때문에 "네버윈터"라는 이름으로 불린다. 강으로부터 전해지는 열기는 인접한 지역에 영구적인 온화한 기온을 만들어 주고 있는데, 만약 불의 정령과 네버윈터 강이 없다면 도시의 물공급이 끊겼을지도 모른다. 도시 명칭에 관한 또다른 설명은 네버윈터 나이츠 2(Neverwinter Nights 2)에 나와 있다: 도시의 창립자, 할루에쓰 네버(Halueth Never)는 오크(Orc)과의 싸움에서 밀려 해안지역으로 쫓겨나 지금의 도시가 있는 지역을 자신의 마지막 거점으로 삼았다. 곧이어 닥칠 전투에서 죽기를 각오한 그는 그 지역을 "Never's Winter"라고 불렀다. 몇몇 인간 동맹국들로부터의 도움으로 오크족을 무찌른 네버(Never)는 그 이름을 이어 도시를 건설하였다. 세월이 흐르면서 도시 이름은 "네버윈터(Neverwinter)"라고 짧게 불리게 되었다.
네버윈터(Neverwinter)는 노련한 모험가이여 티르(Tyr)를 신봉하는 독실한 신도인 군주 네셔 알래곤다르(Nasher Alagondar)에 의해 통치를 받고 있으며 다양한 색을 내는 유리 램프를 만드는 마스터급 장인과 정확성을 자랑하는 물시계, 최고 품질의 보석류로 인해서 번창한 도시이다. 그러나, 정의, 공평 그리고 이득에 대한 욕심을 독려하는 티르(Tyr)에 대한 신앙심으로 인하여 눈살을 찌푸리게 하기도 한다.
이상하게 온화한 기온과 더불어 네버윈터(Neverwinter)는 아름다운 도시이며 세가지 구경거리로, 복잡한 문양이 새겨진 다리들 - 돌핀 브리지(the Dolphin), 윙드 와이번 브리지(the Winged Wyvern), 스리핑 드래곤 브리지(the Sleeping Dragon)와 같은 명소들을 자랑한다. 이들 교각 밑으로 네버윈터 강물(the Neverwinter River)은 작고 조용한 폭포를 만들어 떨어지며 도시의 번잡한 항구지역으로 흘러내려간다. 네버윈터의 격조높은 정원들("the City of Skilled Hands"라는 어구는 네버윈터에 있는 숙달된 정원 사람들을 언급하는 것이다.)이 있어서 따스한 겨울엔 화려한 풍경을 볼 수 있으며, 여름에는 신선한 과일로 풍요롭다. 이 도시엔 아름답고 독창적으로 설계된 건물이 많다. The House of Knowledge, Neverwinter's tall, many-windowed temple of Oghma와 같이, 그들 중 많은 것들이 그 자체로 유명한 것들이다. 더욱이, 문스톤 마스크(the Moonstone Mask)와 부서진 탑(the Fallen Tower)이라 불리는 독특한 여관들의 명성은 도시의 유명한 특징으로 네버윈터 성벽(the Neverwinter's walls)을 넘어 멀리까지 알려져 있다.
네버윈터(Neverwinter)는 군주 동맹(the Lord's Alliance)에 대하여 찬성 입장을 취하고 있으며 군주 네셔는 네버윈터(Nwverwinter)의 호전적인 경쟁자인 러스칸(Luskan)의 물리적, 마법적인 공격과 침략 모두를 잘 방어해 왔다. 도시의 배치는 일정한 형태가 없는 거리들로 이루어진 미로이며, 이것은 러스칸(Luskan)의 스파이들을 혼란스럽게 하여 방해하려는 목적으로 배치한 것이다. 그러나 도시의 지하거래 시장에서 몇몇 상인들은 이곳의 지형배치도를 팔고 있다.

## 지역
네버윈터(Neverwinter) 도시는 다섯 개의 지역으로 나뉘어 있다. 지역들은 사회계층, 상태, 재산, 번영, 인구, 범죄성 등 여러 가지 면에서 차이를 보이고 있다.
시티코어(the City Core) 지역은 다른 네버윈터(Neverwinter) 지역들을 관리하고 지배하는 곳이다. 시티코어(the City Core)는 군주 네셔 알래곤다르(Lord Nasher Alagondar)가 기거하는 네버윈터 성(the Castle of Neverwinter)을 말하며 도시의 다른 지역을 관리한다. 티르(Tyr)의 사원, the Halls of Justice과 오팔라 첼다르스톤(Ophala Cheldarstone)이 관리하는 문스톤 마스크(the Moonstone Mask)가 이곳에 있다. 들리는 소문에 의하면, 이곳에 적절한 가격을 제시하면 이용할 수 있는 숨겨진 사창시설을 있다고도 한다. 주목할 만한 또다른 건물은 클락타워(the Clocktower, 시계탑)로, 이곳은 메이지들과 소서러들의 만남의 광장이다. 또한, 시티코어(the City Core)는 분주한 구역으로, 거의 대부분 중산층 거주민들과 몇몇의 상인들이 주거하고 있으며, 부유하고 번창한 곳으로 외부 침략자들로부터 잘 보호되어왔다.
베거스 네스트(the Beggar's Nest)라는 지역은 대부분이 부유하지 못한 빈민층 사람들이 거주하는 곳이다. 북쪽에는 넓은 묘지가 있는데, 언데드(undead)의 공격 사례가 몇 차례 있었다는 기록이 있다. 이곳 묘지의 지하에는 아직도 발굴되지 못한 무덤과 죽은 사람을 위한 토굴들이 남아 있다. 좁은 골목과 허름한 집들로 가득 찬 이곳 지역은 파이브(the five)라는 깡패 조직들의 영역이기도 하다.
블랙레이크(the Blacklake) 지역은 귀족과 상위계층 시민들을 위한 지역으로 이곳 거주자들은 편협하고 거드름을 많이 피우는 사람들로 알려져 있다. 그래서 시티코어(the City Core)나 다른 장소에서 일어나는 사건, 사고로부터 자신들을 보호하기 위해 외부 왕래를 중지하는 사례도 몇 번 있었다.(다른 지역과의 연결 게이트에, 때때로 "무인지대(No-mans land)"라고 불리는 완충지역을 만들었다.) 여기 있는 거의 모든 사람들은 유복한 생활을 하고 있으며 지역이 전체적으로 매우 화려하고 개울과 작은 강들이 이 지역을 통과하여 흐르고 있다. 네버윈터 동물원(the Neverwinter Zoo)이 블랙레이크(the Blacklake) 안에 있다. 그래서 블랙레이크에 살지 않는 사람들의 불만이 크다. 고인이 된 엘프 종족의 소서러(Elf Sorcerer), 멜다넨(Meldanen)이 블랙레이크(the Blacklake) 지역 내의 요새와 같은 저택에서 경비병의 보호를 받으며 아직 살고 있다는 소문도 있었다.
부두(the Docks) 지역은 파이브(the five)의 밀수와 대부분의 범죄행위가 수없이 발생하는 곳이다. 이곳 지역의 대부분은 범죄조직이나 깡패들에 의해 관리되고 있으며, 이 지역에서는 불법 경매와 암거래가 자주 벌어지고 있다. 주 선착장에 남겨진, 많은 불법 상품들이 지역으로 쉽게 밀수되고 있으며 부두(the Docks) 지역 경비병도 그리 많지 않다.
피닌셜러(the Peninsula, 반도) 지역은 인구밀도가 가장 낮은 곳으로 거의 대부분이 물로 둘러싸여 있는 곳이다. 이곳의 전략적 위치로 인하여 교도소가 있는데 비교적 안전하지만 폭동과 죄수들의 소요사태가 일어난 적도 있다. 이곳 감옥은 세 구역으로 나누뉘어 있다; 상층부에 있는 "일반" 감옥, 죄질이 나쁜 죄수들을 있는 구역과 일반 구역을 나누는 완층구역, 그리고 "피트(the Pit)" 구역으로 이곳은 최악의 죄수들을 가두어 놓은 안전한 지하감옥이 있다.
네버윈터 나이츠 2(Neverwinter Nights 2)의 시대적 배경에 연관하여, 도시의 많은 부분이 전쟁과 역병으로 파괴되어 재건되었다. 게임 상에서 플레이어는 세 곳의 지역을 돌아다닐 수 있다. 그 중 한 곳은 블랙레이크(Balcklake) 지역이며 이곳은 네버 성(Never Castle) 부근에 다시 재건되었다. 다른 하나는 부두(the Docks) 지역으로 크게 변화가 없이 남겨졌다. 그리고 또 다른 하나는 상인 구역(Merchant Quarter)으로 예전의 시티 코어(the City Core) 지역이라 할 수 있겠다. 예전의 피닌셜러(the Peninsula, 반도)와 베거스 네스트(the Beggar's Nest) 지역은 존재하더라도 게임 상의 플레이어가 접근할 수 없을 것이다.